# 臺灣親中共派
臺灣親中共派，指中華民國臺灣地區親近中国共产党和中華人民共和國政府的團體和人士，其中部分極端人士支持以中华人民共和国為國家主體的中国统一。

## 概述
臺灣比較極端的親中共派主張或承認中華人民共和國代表中國並理論上領土包括現今中華民國實際統治區域，俗稱“紅統”。與主張“一個中國（中華民國）”的“藍統”不同，前者主張中華人民共和國是中國的唯一合法政府，甚至認為中華民國是“阻擋統一的絆腳石”；後者主張中華民國是中國的唯一合法政府。也有主張應該停止內戰內耗並且促進兩岸和平交流，通常認可中華民國政府。一般而言台灣極端的親中共派人數較少且受親中媒體支持。

## 列表

### 親中国共产党的政黨/政治團體
- 中華統一促進黨
- 新黨[註 1]
- 台灣人民共產黨
- 中華愛國同心會
- 親民黨
- 中國國民黨（部分派系）
- 台灣民眾黨（部分派系）
- 中華兩岸和平發展聯合會[6]